# Sylvia Serfaty

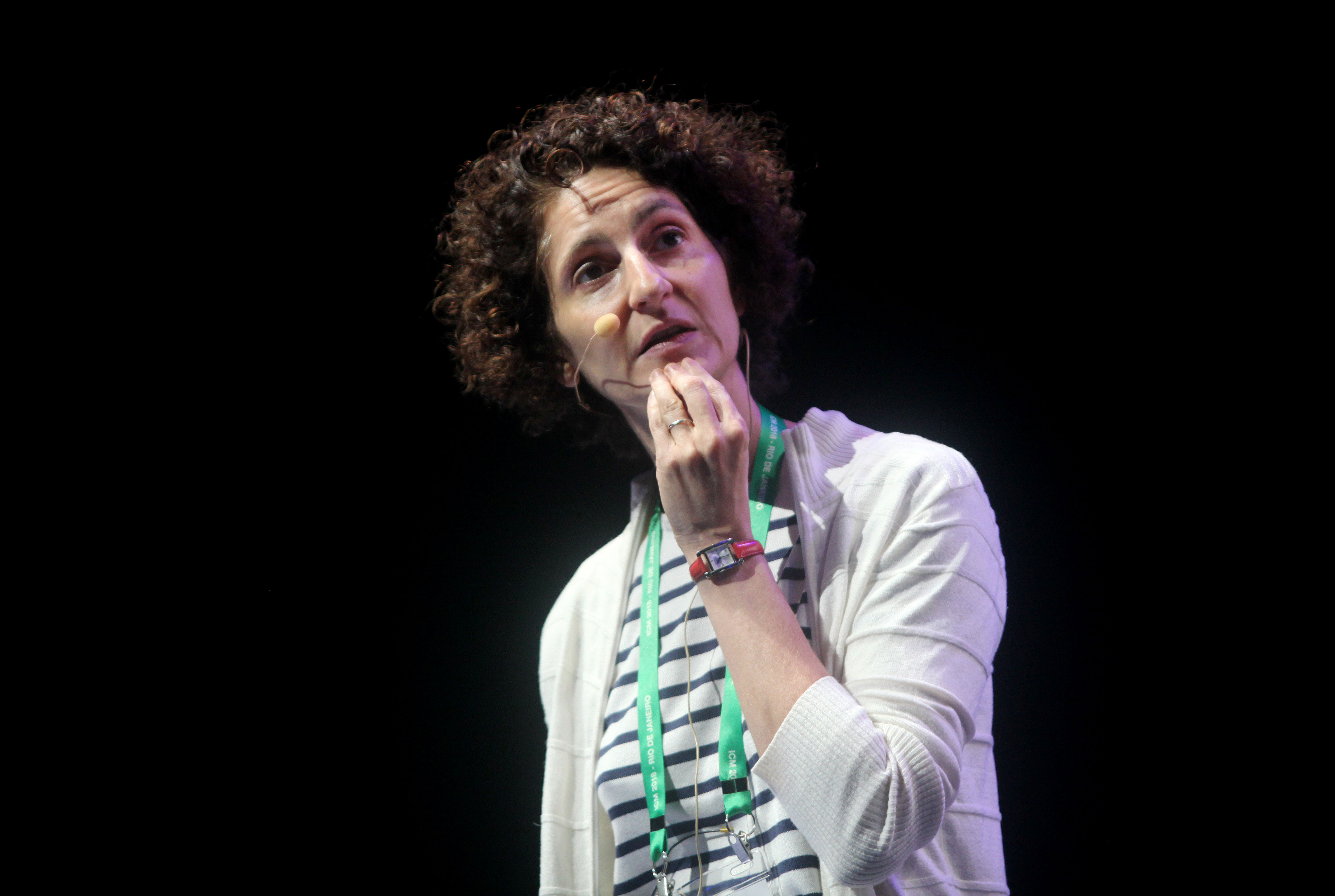
Sylvia Serfaty auf dem Internationalen Mathematikerkongress 2018

Sylvia Serfaty (* 1975) ist eine französische Mathematikerin.
Serfaty studierte 1994 bis 1998 an der École normale supérieure (Diplom 1995) und wurde 1999 an der Universität Paris-Süd in Orsay bei Fabrice Béthuel promoviert (Etude mathematique de l'equation de Ginzburg-Landau de la supraconductivite). Ab 1998 war sie an der Ecole Normale Superieure de Cachan als Wissenschaftlerin der CNRS. 2001 wurde sie Assistant Professor, 2003 Associate Professor und 2007 Professor am Courant Institute of Mathematical Sciences of New York University (ab 2009 als Global Distinguished Professor of Mathematics). Ab 2008 war sie zusätzlich Professorin an der Universität Paris VI (Pierre et Marie Curie) (Laboratoire Jacques Louis Lions).
Sie wurde durch Arbeiten über das Ginzburg-Landau-Modell bekannt (bei dem schon ihre Lehrer Fabrice Béthuel mit Haïm Brezis und Frédéric Hélein Pionierarbeit geleistet hatten), das Phänomene der Supraleitung beschreibt und darüber hinaus ein einfaches Modell für eine Eichtheorie ist. In diesen Untersuchungen bestimmte sie exakt die drei kritischen Stärken von Magnetfeldern, bei denen Phasenübergänge erfolgen:
- beim ersten Wert die Bildung stabiler Wirbel,
- beim zweiten der Übergang zu Oberflächen-Supraleitung (die Wirbel sind dort so dicht gepackt, dass sie zu überlappen beginnen),
- beim dritten Wert geht die supraleitende Phase verloren.

2003 war sie Sloan Research Fellow. 2004 erhielt sie den EMS-Preis (Preisvortrag: Vortices in the Ginzburg-Landau-Model of Superconductivity). 2006 war sie Invited Speaker zum gleichen Thema auf dem Internationalen Mathematikerkongress (ICM) in Madrid und 2018 ist sie Plenarsprecherin auf dem ICM in Rio (Systems of points with Coulomb interactions). 2012 erhielt sie den Henri-Poincaré-Preis. 2012 hielt sie einen Plenarvortrag auf dem Europäischen Mathematikerkongress (ECM) in Krakau (Renormalized energy, Abrikosov lattice and log gases). 2019 wurde Serfaty in die American Academy of Arts and Sciences gewählt, 2024 erhielt sie den Maryam Mirzakhani Prize in Mathematics.

## Schriften
- mit Etienne Sandier: Vortices in the magnetic Ginzburg-Landau model (= Progress in Non-Linear Differential Equations and their Applications. 70). Birkhäuser, Boston MA u. a. 2007, ISBN 978-0-8176-4316-4.
- Vortices in the Ginzburg-Landau model of superconductivity. In: Marta Sanz-Solé, Javier Soria, Juan Luis Varona, Joan Verdera (Hrsg.): Proceedings of the International Congress of Mathematicians. Madrid, August 22–30, 2006. Band 3: Invited Lectures. European Mathematical Society, Zürich 2006, ISBN 3-03719-022-1, S. 267–290.
- mit Robert Kohn: A deterministic-control-based approach to motion by curvature. In: Communications on Pure and Applied Mathematics. Band 59, Nr. 3, 2006, S. 344–407, doi:10.1002/cpa.20101.
- mit Étienne Sandier: Gamma-convergence of gradient flows with applications to Ginzburg-Landau. In: Communications on Pure and Applied Mathematics. Band 57, Nr. 12, 2004, S. 1627–1672, doi:10.1002/cpa.20046.
- mit Étienne Sandier: A rigorous derivation of a free-boundary problem arising in superconductivity. In: Annales scientifiques de l’École normale supérieure. Serie 4, Band 33, Nr. 4, 2000, S. 561–592, doi:10.1016/S0012-9593(00)00122-1.
- Local minimizers for the Ginzburg-Landau energy near critical magnetic field. Part I. In: Communications in Contemporary Mathematics. Band 1, Nr. 2, 1999, S. 213–254, doi:10.1142/S0219199799000109; Part II. In: Communications in Contemporary Mathematics. Band 1, Nr. 3, 1999, S. 295–333, doi:10.1142/S0219199799000134.

## Belege
1. ↑  Kurze Biographie anlässlich des Henri Poincaré Preises bei der CNRS, Foto, abgerufen am 21. September 2013
2. ↑  Sylvia Serfaty im Mathematics Genealogy Project (englisch)  abgerufen am 26. Oktober 2024.
3. ↑  Arxiv

| Personendaten    | Personendaten               |
| ---------------- | --------------------------- |
| NAME             | Serfaty, Sylvia             |
| KURZBESCHREIBUNG | französische Mathematikerin |
| GEBURTSDATUM     | 1975                        |